# Автошлях Т 1921
Автошля́х Т 1921 — автомобільний шлях територіального значення у Сумській області. Пролягає територією Путивльського та Глухівського районів через Путивль — Шалигине — Заруцьке. Загальна довжина — 39,5 км.

## Маршрут
Автошлях проходить через такі населені пункти:
| Автошлях Т 1921    |     |
| Сумська область    |     |
| Путивльський район |     |
| Путивль            | Р44 |
| Бобине             |     |
| Руднєве            |     |
| Рев'якине          |     |
| Глухівський район  |     |
| Шалигине           |     |
| Соснівка           |     |
| Заруцьке           | E38 |